# Istocheta cinerea
Istocheta cinerea là một loài ruồi trong họ Tachinidae.